# Збройні сили Екваторіальної Гвінеї
Збройні сили Екваторіальної Гвінеї (ісп. Fuerzas Armadas de Guinea Ecuatorial) складаються з приблизно 2,500 особового складу. Сухопутні війська мають майже 1,400 вояків, поліція — 400 парамілітарних службовців, військово-морські сили — 200 службовців, а повітряні сили приблизно 120 особового складу. Також існує Національна Жандармерія, але її чисельність не відома. Жандармерія є новим видом ЗС, у якому підготовка та навчання підтримуються місією французької військової співпраці в Екваторіальній Гвінеї. Усі військові призначення розглядає президент Теодоро Обіангом; невелика кількість військових має походження з-поза меж його рідного клану Єсангуї, що проживає у Монгомо. Обіанг був генералом, коли скинув власного дядька, Франсиско Масіаса Нгема.